# Sibu (Chinese literatuur)
Sibu ('vier rubrieken') is de traditionele onderverdeling van de Chinese literatuur in vier categorieën. Dit classificatiesysteem is ontstaan aan het begin van de Tang-tijd en wordt nog steeds toegepast in catalogi van oude Chinese boeken.
Sinds de Han-tijd zijn voortdurend pogingen ondernomen om alle op dat moment in China aanwezige kennis te verzamelen, te classificeren en te rubriceren. De eerste poging hiertoe was de qilüe uit de eerste eeuw v.Chr. Zij bestond (naast een inleiding) uit zes hoofdrubrieken. In de loop van de 3e eeuw vond een verschuiving plaats van zes naar vier categorieën. Xun Xu (荀勖, ...-289 na Chr.), keizerlijke bibliothecaris tijdens de Jindynastie, stelde toen de 'Nieuwe Lijst van de centrale verzameling van klassieke werken' (Zhongjing Xinbu, 中经新薄) samen. De vier categorieën hadden nog geen eigen namen, zij werden van elkaar onderscheiden door middel van rangtelwoorden (eerste, tweede, derde en vierde rubriek). Pas in de Suishu jingjizhi (隋書經籍志), het bibliografische hoofdstuk van de Suishu, de officiële geschiedenis van de Suidynastie (daterend uit 636) kregen de vier rubrieken een eigen benaming en een vaste volgorde:
1. jingbu, de Confucianistische Klassieken (jing, 經),
2. shibu, historiografie ((shi, 史),
3. zibu, leermeesters en filosofen (zi, 子),
4. jibu, bellettrie (ji, 集).

Deze onderverdeling van de Chinese literatuur in vier categorieën is sindsdien steeds fijnmaziger geworden door de invoering van subrubrieken. Dit proces bereikte zijn hoogtepunt toen in 1789 de Siku quanshu werd voltooid.